# 朱真洵
金壇恭裕王朱真洵（16世紀—1571年），明朝肅藩唯一一代金壇王，肅恭王朱貢錝的庶第四子。

## 生平
嘉靖四年（1525年）十月，封金壇王。
朱真洵的親信張瑞因犯死罪被關入州獄。朱真洵得知後，換上小衣，率其妾婢官校四十餘人劫獄救出張瑞。劫獄之事後被御史尹敏生告發。嘉靖二十二年（1543年）六月，明世宗下詔切責朱真洵，奪祿一年，張瑞仍被收捕治罪。
隆慶五年（1571年），朱真洵去世，諡號恭裕。因長子朱弼楏被廢為庶人，金壇王的封爵被廢除。

## 家庭

### 子
- 嫡長子：金壇王長子朱弼楏，嘉靖四十五年（1566年）因狂縱不檢、侵侮肅王朱紳堵被革爵發高牆[4]。